# Beno Ruso
Beno Isak Ruso, makedonski general, * 25. januar 1920, Bitola, † 18. junij 2006, Skopje.

## Življenjepis
Ruso, po poklicu mehanik, je leta 1941 postal član KPJ in naslednje leto je vstopil v NOVJ. Med vojno je bil politični komisar več enot.
Po vojni je bil načelnik oddelka v armadi, inšpektor, pomočnik poveljnika za MPV korpusa, poveljnik vojaškega okrožja,...